# Tauro Fútbol Club
El Tauro Fútbol Club és un club de futbol panameny de la Ciutat de Panamà.

## Història
El Tauro F.C. va néixer el 22 de setembre de 1984, fundat per l'empresari d'origen italià Giancarlo Gronchi. L'equip disputà originàriament la lliga de colònies estrangeres de Panamà (ADECOPA) i la lliga del districte de Chepo. El 1988 fou un dels sis fundadors de l'Asociación Nacional Pro Fútbol (ANAPROF). És el club amb més títols de lliga del país. El seu uniforme blanc i negre es deu, segons es diu, a que el fundador del club, Giancarlo Gronchi, és seguidor del club italià FC Juventus.

## Futbolistes destacats
- Pércival Piggott
- Juan Carlos Cubilla
- Frank Lozada
- Alfredo Poyatos
- Rubén "el Tátara" Guevara
- Patricio Guevara
- Víctor René Mendieta
- Luis Parra

## Palmarès
- Lliga panamenya de futbol: 9
  - 1989, 1991, 1996-97, 1997-98, 1999-00, 2003 Apertura, 2003 Clausura, 2006 Clausura, 2007 Apertura